# I figli della guerra
I figli della guerra (Voces inocentes) è un film del 2004 diretto da Luis Mandoki, ambientato nel 1980 a El Salvador durante la guerra civile. Conosciuto anche con il titolo Voci innocenti, si basa sull'infanzia dello scrittore Óscar Orlando Torres.

## Trama
El Salvador, anni ottanta: Chava è un ragazzo di 11 anni che vorrebbe sfuggire agli orrori della guerra civile che dilania il paese. Suo padre se ne è andato negli Stati Uniti, a metà del conflitto, e la madre Kella si guadagna da vivere per la famiglia cucendo vestiti che poi Chava vende ai negozi. Chava vive in una baracca insieme al fratello e alla sorella più piccoli di lui e non di rado si trovano nel mezzo di sparatorie tra le truppe governative e i ribelli.
Per Chava si avvicina l'età, 12 anni, in cui i militari reclutano coattivamente i ragazzi, spesso andando nelle scuole, dove i genitori non possono nasconderli. Un giorno suo zio Beto, che si è unito alla guerriglia, viene a fargli visita. Beto vuole prendere Chava con lui per impedire che i militari lo arruolino, ma Kella è contraria. Beto, prima di partire, regala una radio a Chava e gli dice di ascoltare la stazione radio clandestina ribelle al regime "Venceremos", della quale è vietato l'ascolto da parte dell'esercito salvadoregno; contemporaneamente tra Chava e una ragazza nella sua classe di nome Cristina Maria, figlia della nuova maestra, nasce un tenero sentimento.
Una mattina i guerriglieri, durante le lezioni, occupano la scuola e attaccano l'esercito dal suo interno. Ne deriva un cruento scontro a fuoco nel quale perdono la vita alcuni bambini e altri civili e l'edificio viene così chiuso. I combattimenti e le conseguenti ritorsioni e soprusi dell'esercito sulla popolazione civile si inaspriscono e così Kella e la sua famiglia sono costretti a spostarsi fuori città a casa di sua madre in una zona più sicura.
Chava compie 12 anni e poco dopo uno dei guerriglieri, lo informa che il giorno seguente sarebbero giunti i soldati governativi per il reclutamento forzato dei bambini e lo esorta ad avvisare le famiglie del villaggio. Così Chava, insieme ai i suoi amici, avverte gli adulti della città mediante dei biglietti infilati sotto alle porte delle baracche nelle quali vivono. I soldati scoprono tutto e procedono ad un'azione di repressione in cui viene anche sequestrato il parroco del paese. Sfuggono solo i bambini che vengono nascosti distesi sui tetti delle baracche
Chava decide di andare a trovare Cristina Maria, ma trova la sua casa bombardata. Dopo quest'ultimo tragico evento che lo colpisce profondamente Chava decide di unirsi, insieme a tre suoi amici, alla guerriglia. Giunti all'accampamento dei guerriglieri però, durante la notte, l'esercito attacca il campo e i ragazzi vengono catturati e portati in riva ad un fiume per essere fucilati, ma all'ultimo momento, dopo che sotto ai suoi occhi due dei suoi tre amici vengono spietatamente uccisi, Chava viene salvato da un attacco della guerriglia. Tornato di corsa a casa, trova sua madre tra le rovine bruciate della loro casa. Lei decide di mandarlo all'estero per salvargli la vita e lui promette di tornare per salvare il fratellino prima che egli compia dodici anni.

## Colonna sonora
Le canzoni contenute nel film non vennero mai raccolte in un album discografico.
1. La Jícara - Orquesta Internacional Hermanos Flores
2. Se Te Fue La Mano - Orquesta Internacional Hermanos Flores
3. Jugo De Piña - Orquesta La Boa
4. Mujer Prohibida - Bongo
5. Mi País - Orquesta Internacional Hermanos Flores
6. Cómo Será la Mujer - Rigo Tovar
7. I Will Survive - Gloria Gaynor
8. Canción Para Ti - Los Guaraguao
9. Casas De Cartón - Los Guaraguao
10. Cumbia Del Brinquito - Bongo
11. La Negra Tomasa - Bongo
12. La De La Mochila Azul - Pedro Fernández
13. El Afilador - Rigo Tovar
14. Razones - Bebe

## Critiche
Una delle più grandi critiche attribuite al film fu quella che i personaggi non recitavano con accento salvadoregno. La popolazione di El Salvador infatti generalmente parla in voseo, non presente nella pellicola.

## Riconoscimenti
- Ariel Awards
  - Miglior attrice non protagonista (Ofelia Medina)
  - Miglior trucco (David Ruiz Gameros)
  - Migliori effetti speciali (Jesús 'Chuco' Durán)
- 2005 - Giffoni Film Festival
  - Grifone d'Oro (categoria Free to Fly)
- 2005 - Festival di Berlino
  - Orso di cristallo (premio della giuria dei giovani, categoria 14plus)
- 2005 - Premio Amnesty International
  - Miglior film
- 2005 - National Board of Review of Motion Pictures
  - Riconoscimento speciale ai film che rispecchiano la libertà di espressione
- Producers Guild of America
  - Stanley Kramer Award
- 2005 - RiverRun International Film Festival
  - Premio della giuria
- 2005 San Diego Film Critics Society
  - Miglior film straniero
- 2005 - Seattle International Film Festival
  - Miglior film (Golden Space Needle Award)